# Türkoğlu (Familienname)
Türkoğlu ist ein ursprünglich patronymisch gebildeter türkischer Familienname mit der Bedeutung „Sohn (-oğlu) des Türken“.

## Namensträger
- Başak Türkoğlu (* 1968), türkische Diplomatin
- Hidayet Türkoğlu (* 1979), türkischer Basketballspieler und Basketballfunktionär
- Mercan Türkoğlu (* 2005), Kinderdarstellerin
- Nadide Sultan Türkoğlu (* 1976), türkische Popsängerin (bekannt als Nadide Sultan)
- Sıla Türkoğlu (* 1999), türkische Schauspielerin